# Sine Plambech
Sine Plambech, född 12 oktober 1975 i Mariagerfjord, är en dansk antropolog och filmskapare med fokus på forskning om migration, sexarbete och människohandel. Hennes forskning kring thailändskor som gift sig med danskar i Thy har lett till flera dokumentärfilmer, och 2023 kom boken Global sex med en globaliserad sexbransch som ämne. Som filmskapare arbetar hon ofta ihop med sin make, filmregissören Janus Metz.

## Biografi
Plambech studerade antropologi på Köpenhamns och Lunds universitet. 2014 publicerades hennes doktorsavhandling Points of Departure. I den undersökte hon migrationskontroll och insatser mot människohandel, liksom hur detta påverkat livet för återvändande nigerianska kvinnor inom sexbranschen efter deportation från Europa.
Därefter har Plambech sedan 2014 verkat som forskare på Dansk Institut for Internationale Studier (DIIIS). Hon har även varit gästföreläsare vid London School of Economics, Yale, Columbia och Barnard College i New York. Hennes forskningsrapporter och artiklar har publicerats i ett antal olika internationella akademiska tidskrifter.

### Forskning
Plambechs huvudsakliga forskningsfält rör sig om irreguljär migration, sexarbete, människohandel, deportation och humanitära frågor. Sedan 2004 har hon på nära håll studerat thailändska kvinnors migration till Europa, och det har lett till tidningsartiklar, en bok och ett antal filmer omkring dessa och relaterade ämnen (inklusive äktenskapsmigration och den globala omsorgsekonomin). Inte minst har hon ett antal gånger återkommit till det fattiga nordöstra Thailand (Isan), där många söker sig till turistområden eller utomlands för att försöka tjäna pengar. Hon har även vid ett flertal tillfällen besökt Benin City, en del av Nigeria med historiska rötter till slaveri och migration utomlands. Plambechs engagemang har lett henne till att använda deltagande aktionsforskning som forskningsmetod.
Plambech har studerat den europeiska hanteringen av migranter och deras sätt att livnära sig. Hon har återkommande deltagit i debatter omkring migration till Europa och hur EU:s allt högre yttre gränser enligt henne bidragit till det moderna problemet med människohandel. Plambech är kritisk mot både dansk och svensk praxis att utvisa sexarbetande kvinnor som inte tydligt är offer för människohandel. Hon ser också hur "räddningsorganisationer" oftast fokuserar på kvinnor inom sexbranschen som offer, när deras egen upplevelse och erfarenheter ofta kan handla om personliga och ekonomiska problem (i likhet med migranter av olika slag historiskt).

### Filmer och bok
Sedan 2007 har Plambech bidragit till ett halvdussin dokumentärfilmer, där hon verkat som regissör på minst tre. På Fra Thailand (2007) och Fra Thy til Thailand (2008) arbetade hon ihop med filmregissören Janus Metz Pedersen. Filmerna visar upp en rad familjer som på olika sätt har påverkats av äktenskapsmigrationen mellan Thailand och Danmark. 2008 presenterades Nybegynder, en kortfilm om prostituerade i Pattaya.
2010 kom Mission kvindehandel, i regi av Plambech. Denna entimmesdokumentär har sin utgångspunkt i Plambechs forskning kring sexrelaterad migration och följer Köpenhamnspolisens försök att lagföra människohandeln i denna gränsöverskridande verksamhet. Becky's Journey (2014) kretsar kring Becky, en 26-årig nigerianska och hennes försök att ta sig till Europa för att skapa sig ett bättre liv. I Danmark bidrog filmen till en debatt om migranternas olika skäl till att utmana ödet i Sahara, på Medelhavet och i Europa, i syfte att försöka få till en förändring i sina liv.
Plambech återkom 2018 till thailändskorna på norra Jylland med filmen Hjertelandet (översatt till svenska som Hjärtelandet och till engelska som Heartbound). Filmen hade sin världspremiär vid Toronto International Film Festival.
Ett resultat av Plambechs forskning och återkommande resor till Thailand och Nigeria presenterades också hösten 2023 i boken Global sex – Hvad sexarbejdere ved om kærlighed og kapitalisme. Här visas fram fyra livsöden från Afrika och Asien, inklusive Becky från dokumentären 2014. Boken vann 2024 Jyllands-Postens facklitterära pris. Fram till 2025 har den utgivits i fem upplagor.

## Privatliv
Plambech är sedan 2008 gift med filmregissören Janus Metz. Plambech har fått fyra barn i fyra olika åldrar, via två olika relationer.

## Verk

### Filmografi
- Fra Thailand til Thy (2007) – manus
- Fra Thy til Thailand (2008)
- Nybegynder (2008) – regi
- Mission kvindehandel (2010) – manus och regi
- Becky's Journey (kortfilm, 2014) – manus, regi och produktion
- Hjärtelandet (danska: Hjertelandet, 2018[26]) – manus och regi

### Böcker och rapporter
- Plambech, Sine (2014) (på engelska). Points of departure: migration control and anti-trafficking in the lives of Nigerian sex worker migrants after deportation from Europe : PhD dissertation. København: Department of Anthropology, University of Copenhagen. ISBN 9788776117870 (doktorsavhandling)
- Cold-Ravnkilde, Signe Marie; Plambech Sine (2015) (på engelska). Boko Haram: from local grievances to violent insurgency. DIIS report ; 2015:21. Copenhagen: Danish Institute for International Studies (DIIS. ISBN 9788776057879. http://www.diis.dk/node/6198
- Vammen, Ida Marie Savio; Plambech Sine, Chemlali Ahlam, Nyberg Sørensen Ninna (2021) (på engelska). Does information save migrants' lives?: knowledge and needs of West African migrants en route to Europe. Copenhagen: Danish Institute for International Studies. ISBN 9788772360331. https://www.diis.dk/en/research/new-report-on-west-african-migrants-use-of-information-along-the-routes-to-europe
- Plambech, Sine; Chemlali Ahlam, Cerio Maria Chiara (2021) (på engelska). Women on the move: trafficking, sex work and reproductive health among West African migrant women. Copenhagen: Danish Institute for International Studies. ISBN 9788772360645. https://www.diis.dk/en/research/women-on-the-move
- Plambech, Sine (2023) (på danska). Global sex: Hvad sexarbejdere ved om kærlighed og kapitalisme. Köpenhamn: Gyldendal. ISBN 9788741274331. Läst 22 juni 2025

### Andra texter (urval)
- Plambech, Sine (2018). ”Back from "the other side": the post-deportee life in Nigerian migrant sex workers” (på danska). After deportation sid 81–103. Libris t6wj3q5jrc2nx7q3
- Bernstein, Elizabeth; Cheng, Sealing; Plambech, Sine; Pecheny, Mario (2022). Jakobsen Janet R., Bernstein Elizabeth. red. ”The Productive Incoherence of "Sex Trafficking"” (på engelska). Paradoxes of neoliberalism: sex, gender and possibilities for justice (Abingdon, Oxfordshire: Routledge, Taylor & Francis Group). ISBN 9781003252702
- Bernstein, Sine; Cheng, Plambech; Plambech, Sine; Pecheny, Mario (2025). rubrik=  Trafficking. red.  (på engelska)Elgar encyclopedia of global migration. [Elektronisk resurs] : new mobilities and atrivism (Northampton: Edward Elgar). ISBN 9781035300389

## Utmärkelser (urval)
- 2015 – Dansk Etnografisk Forenings Formidlingspris[27]
- 2015 – Det Frie Forskningsråds Sapere Aude-forskarstipendium[28]